# Parablennius rouxi
Blennie de Roux, Baveuse blanche
Espèce
Synonymes
- Blennius rouxi Cocco, 1833[1]
- Blennius rouxii Cocco, 1833[1]
- Blennius ruxii Cocco, 1833[1]
- Parablennius rouxii (Cocco, 1833)[1]

Statut de conservation UICN

 LC  : Préoccupation mineure
Parablennius rouxi, communément appelé Blennie de Roux, Baveuse blanche ou Baveuse à flanc noir, est une espèce de poissons de la famille des Blenniidae.

## Distribution
C'est une espèce endémique de Méditerranée, évoluant parmi les algues et le coralligène, sur les fonds pouvant aller jusqu'à 42 m de profondeur.

## Morphologie
Petit poisson blanc légèrement teinté de jaune, mesurant environ 7 cm (max 8 cm), reconnaissable à la bande foncée qu'il porte de la tête à la queue. Il affectionne particulièrement les petits trous et petits tunnels laissés vacant par certains mollusques.

## Alimentation
Parablennius rouxi se nourrit d'algues, de petits crustacés et de vers.

## Publication originale
- (en) Cocco, 1833 : Su di alcuni pesci de' mari di Messina. Giornale di Scienze Lettere e Arti per La Sicilia, vol. 42, n. 124, pp. 9-21[3].